# Montes Chaillu

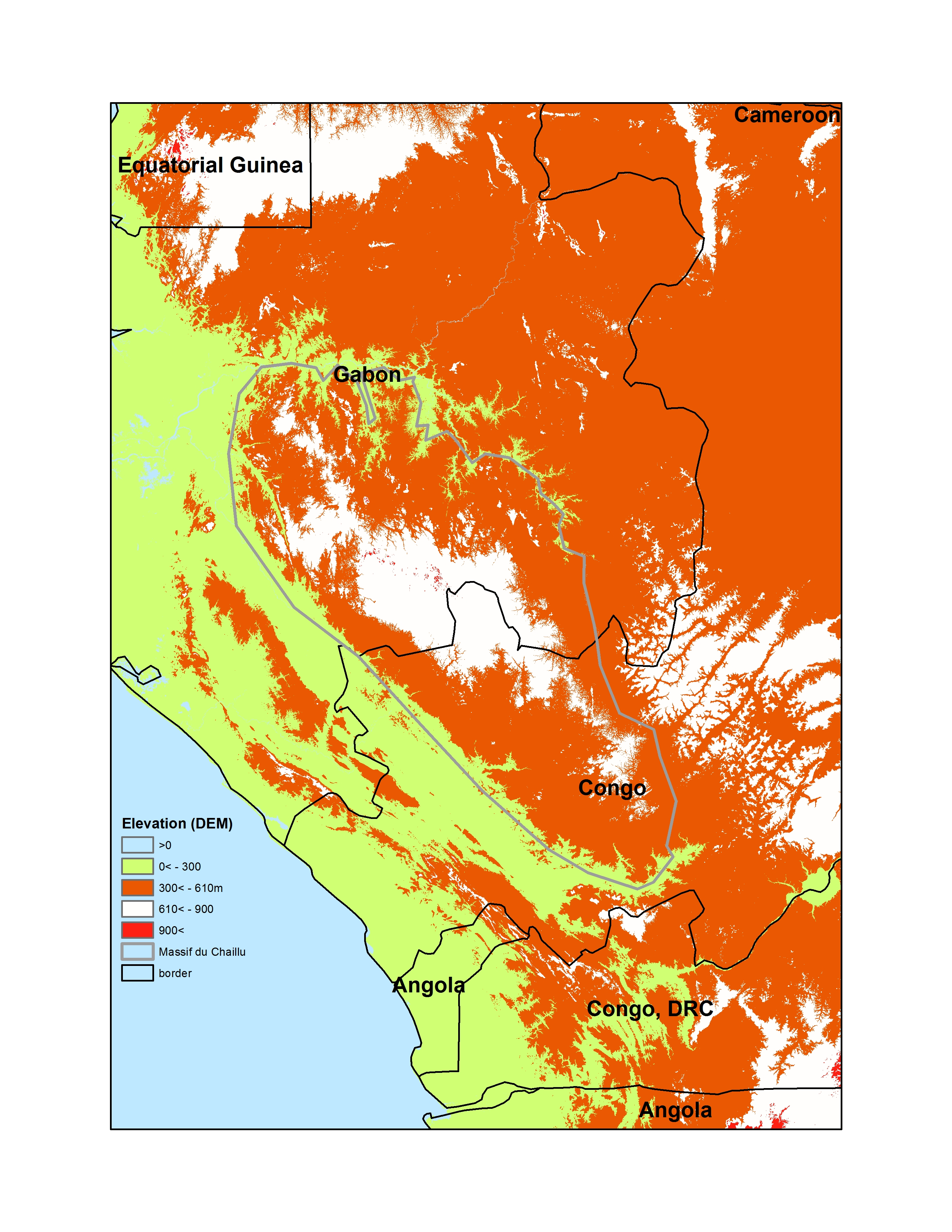
Montes Chaillu

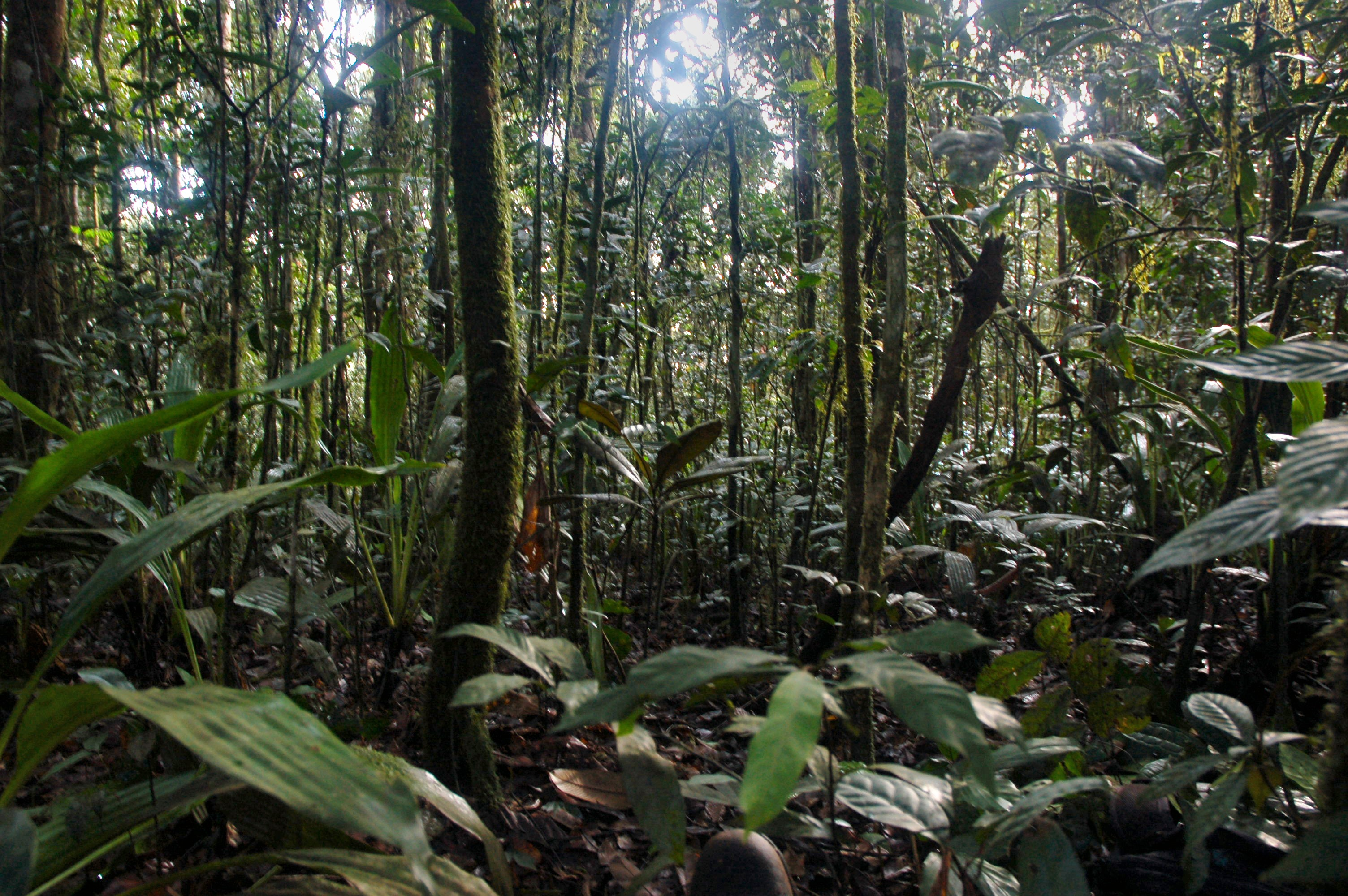
Cima del monte Mimongo, en los montes Chaillu

Los montes Chaillu son un macizo montañoso que se extiende entre Gabón y la República del Congo. Su nombre procede del explorador francés Paul du Chaillu, que exploró y documentó la región en el siglo XIX (1855-1865).
La cadena es el origen de varios ríos, afluentes del río Ogooué, entre ellos el río Ngounié y los ríos Louesse, Ogoulou, Ikoy, Lolo, Lekoko, Lebombi y Offoue.
En el centro del macizo se encuentra el Parque nacional de Birougou, rico en especies raras, de 690 km². Está formado por accidentadas colinas de rocas sedimentarias entre 800 y 900 m de altitud, de la que sobresalen algunas cimas que apenas superan los 1.000 m, entre ellas Bouvala, Birougou (975 m), Songo, Iboundji, Mimongo (860 m) y Milondo (1.020 m).
La región está poco explorada. Es muy húmeda (entre 2.000 y 2.300 mm de lluvia anuales) y posee numerosas especies endémicas, entre ellas el cercopiteco de Gabón (Cercopithecus solatus). También hay gorilas, chimpancés, búfalos cafre (Syncerus caffer) y elefantes. La región recibe el sobrenombre de “castillo de agua” por la gran cantidad de cursos de agua que nacen en este lugar.